# リュタリー
リュタリー（ウクライナ語：Лютарі́ ；意訳：「リュータルの村」）は、ウクライナのキエフ州オブーヒウ地区にある村。ローシ川河岸に位置する。大蛇の長城の跡がある。面積は約0.7km²（2005年）。人口は127人（2005年）。